# Adam Matysek
Adam Matysek (* 19. Juli 1968 in Piekary Śląskie, Polen) ist ein ehemaliger polnischer Fußballtorwart, Torwarttrainer und jetziger Sportdirektor.

## Karriere als Spieler

### Im Verein
Der Torwart stammt aus der Jugend von Zagłębie Wałbrzych. 1988 wechselte er für ein Jahr zum Lokalrivalen Górnik Wałbrzych, kehrte danach zu Zagłębie zurück. Nachdem er inzwischen zum Torwart der polnischen U21-Nationalmannschaft wurde, wechselte er 1989 zum polnischen Erstligisten Śląsk Wrocław.
Nach dem Abstieg 1993 ging er auf Empfehlung von Jacek Jarecki, dem ehemaligen Torhüter des SC Fortuna Köln, nach Deutschland in die 2. Bundesliga zur Kölner Fortuna als Nachfolger Uwe Zimmermanns. Er entwickelte sich schnell zu einem der besten Torhüter der 2. Liga, ehe ihn ein im Oktober 1994 erlittener Kreuzbandriss für zwölf Monate außer Gefecht setzte. Danach konnte er sich nicht mehr als Stammtorhüter durchsetzen und spielte deshalb ab Sommer 1996 für den FC Gütersloh. Trainer Hannes Linßen kannte den polnischen Nationaltorwart noch aus Köln. Nach kurzzeitiger Skepsis im FC Gütersloh-Umfeld etablierte er sich rasch, trug zunächst zum Klassenerhalt der Gütersloher bei und in seiner zweiten Spielzeit waren seine Paraden ein Grund, weshalb der FC lange um den Aufstieg in die 1. Bundesliga mitspielte. Was den Güterslohern versagt blieb, gelang Matysek kurz darauf. Noch am ersten Spieltag der Saison 1998/99 lief er für die Gütersloher auf, wurde dann aber überraschend von Bayer 04 Leverkusen für 2.000.000 DM Ablöse verpflichtet, da dort Stammtorwart Dirk Heinen ausfiel. Er absolvierte zunächst alle Saisonspiele und wurde mit Bayer 04 Vizemeister.
Nach Patzern in der Champions League gegen Lazio Rom und Dynamo Kiew verlor er jedoch seinen Stammplatz an Frank Juric, den er krankheitsbedingt noch einmal ablösen konnte. Er blieb jedoch umstritten und musste sich in seiner dritten Spielzeit mit Pascal Zuberbühler auseinandersetzen, der ihn vorübergehend ablöste.
Matysek kehrte nach insgesamt 118 Einsätzen in der 2. Bundesliga und 78 in der 1. Bundesliga 2001 nach Polen zurück. Er spielte zunächst in der Vorrunde als Ersatztorhüter für Zagłębie Lubin, wechselte zur Rückrunde jedoch zu RKS Radomsko. Nach dieser Spielzeit beendete er 2002 seine aktive Laufbahn. Insgesamt bestritt er 136 Spiele in der 1. Liga Polens.

### In der Nationalmannschaft
Am 3. Dezember 1991 bestritt er sein erstes Länderspiel für die polnische Fußballnationalmannschaft gegen Ägypten. Insgesamt lief er 34-mal für Polens Nationalmannschaft auf und gehörte auch zum Kader bei der Fußball-Weltmeisterschaft 2002.

## Karriere als Trainer
Vom 1. Juli 2005 bis Juli 2014 arbeitete Adam Matysek als Torwarttrainer beim 1. FC Nürnberg, bis er aus persönlichen Gründen seinen Vertrag auflöste. Seit November 2016 ist er Sportdirektor beim polnischen Erstligisten Śląsk Wrocław.